# Gotische Bibliothek

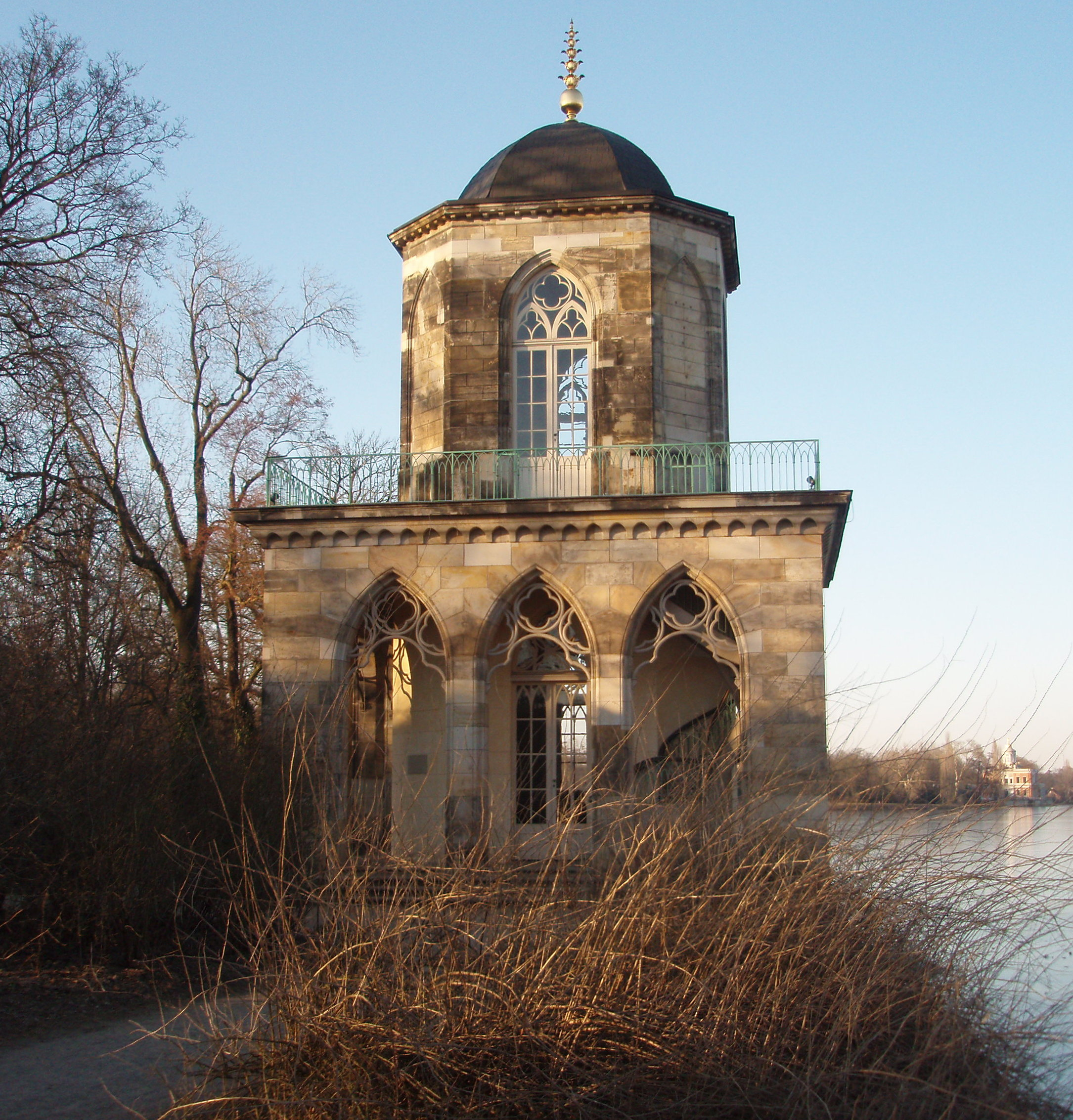
Gotische Bibliothek, rechts im Hintergrund das Marmorpalais

Die Gotische Bibliothek als zweigeschossiger Turmpavillon aus Sandstein ist ein Bauwerk im Neuen Garten der Landeshauptstadt Potsdam.

## Architektur
Der zweigeschossige, achteckige, pavillonartige Turmbau ist von einem vierseitigen Arkadengang umschlossen. Im Untergeschoss befinden sich auf jeder Seite eine hohe Fensterfront und drei Steinbögen, die sich auf den zwei Landseiten über breite Stufen öffnen. Eine mit Geländer verzierte Wendeltreppe führt im Freien auf die Terrasse und zum Raum im Obergeschoss. Das Gebäude aus Sandstein zeigt einen neugotischen Charakter, der sich auch im Inneren bei den feingliedrigen Sterngewölben fortsetzt. Das Gebäude wird durch eine goldfarbene Spitze aus mehreren Kugeln gekrönt.

## Lage

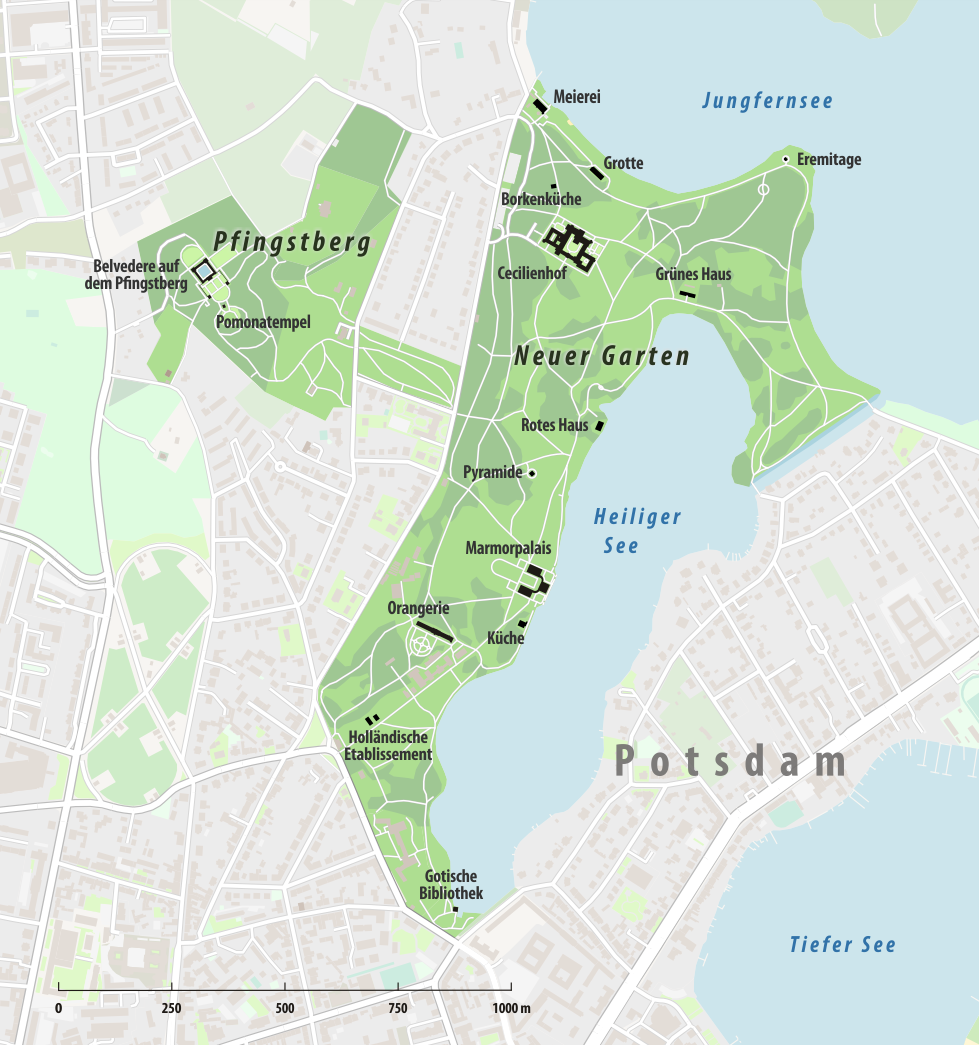
Die Gotische Bibliothek steht am Südufer des Heiligen Sees

Direkt am spitz zulaufenden Südufer des Heiligen Sees befindet sich die Gotische Bibliothek in Sichtbeziehung zum Marmorpalais. Die Uferlage ist nördlich des Parkeinganges zum Neuen Garten, nahe der Kreuzung von Mangerstraße und Behlertstraße im Potsdamer Stadtteil Nauener Vorstadt.

## Geschichte
Das Bauwerk wurde in den Jahren von 1792 bis 1794 im Auftrag von König Friedrich Wilhelm II. nach einem Entwurf von Carl Gotthard Langhans im Stil einer gotischen Kapelle erbaut. Auch das Innere ist im gotischen Stil gehalten. Nach Fertigstellung begann die Nutzung als private königliche Bibliothek. Außerdem diente das Gebäude als Belvedere direkt am Wasser. Das Untergeschoss enthielt in drei Bücherschränken klassische französische Literatur, und das Obergeschoss war den deutschen Klassikern sowie Schriften der Rosenkreuzer in vier Schränken vorbehalten, beides zu gleichen Teilen. Im Gegensatz zu vorherigen preußischen Königen förderte Friedrich Wilhelm II. neben der französischen auch die deutsche Kunst. Die Geheimbibliothek des Königs jedoch befand sich nicht hier, sondern auf der anderen Seite des Heiligen Sees, im Marmorpalais.
Bis zu seinem Abriss im Jahre 1869 bildete der hölzerne Maurische Tempel an der nördlichen Seespitze das Pendant zur Gotischen Bibliothek. Seit den 1930er Jahren wird die Gotische Bibliothek ihrem Namen nur noch historisch gerecht, denn alle Bücher wurden in das Stadtschloss Potsdam verlagert. Diese Werke existieren heute nicht mehr, da sie bei dem Bombenangriff in der „Nacht von Potsdam“ (14. auf 15. April 1945) verbrannten.
Aufgrund eines Bombeneinschlags im Heiligen See während des Zweiten Weltkriegs rutschte das Gebäude in Richtung Wasser ab. Die schiefe Fundamentkante ist heute noch zu erkennen. Durch damit einhergehende Beschädigungen verfiel das Gebäude nach Kriegsende bis zum Ruinenzustand, es war lange als „Schiefer Turm von Potsdam“ bekannt. Anlässlich des 1000. Geburtstages Potsdams machte Berlin im Jahr 1993 ein großzügiges Geschenk in Höhe von 1,6 Millionen D-Mark zur Erhaltung des Bauwerks. Erst in den Jahren 1995 bis 1997 wurden unter großem Aufwand und mit Mitteln des Bundes, des Landes und der Stadt das Fundament gesichert und die zuvor abgetragene Bibliothek aus den Originalteilen vollständig rekonstruiert. Der Grundstein für den Wiederaufbau wurde am 6. Februar 1995 im Beisein von Vertretern der Stiftung Preußische Schlösser und Gärten Berlin-Brandenburg gelegt. Das Obergeschoss ist abgesperrt, und die Bibliothek selbst kann durch die Fenster im Erdgeschoss besichtigt werden.